# Howard Island (ö i Australien, Northern Territory)
Howard Island är en ö i Australien. Den ligger i territoriet Northern Territory, omkring 490 kilometer öster om territoriets huvudstad Darwin. Arean är 276 kvadratkilometer. Den sträcker sig 20,4 kilometer i nord-sydlig riktning, och 38,1 kilometer i öst-västlig riktning.
I omgivningarna runt Howard Island växer huvudsakligen savannskog. Trakten runt Howard Island är nära nog obefolkad, med mindre än två invånare per kvadratkilometer. Savannklimat råder i trakten. Genomsnittlig årsnederbörd är 1 503 millimeter. Den regnigaste månaden är januari, med i genomsnitt 425 mm nederbörd, och den torraste är augusti, med 1 mm nederbörd.